# Elipsa
Elípsa ali pákróg je v matematiki sklenjena ravninska krivulja ovalne oblike, pri kateri je vsota razdalj katerekoli točke od gorišč F1 in F2 stalna. Elipsa je ena od stožnic.

## Slika
Na sliki so:
- a velika polos,
- b mala polos,
- AB velika os ({\displaystyle {\overline {AB}}=2a}),
- CD mala os ({\displaystyle {\overline {CD}}=2b}),
- točke A, B, C in D so temena elipse in
- F1 ter F2 pa gorišči elipse.

Gorišči sta od središča o oddaljeni za {\displaystyle c=e\cdot a={\sqrt {a^{2}-b^{2}}}}. Če z r1 in r2 označimo razdalji od gorišč F1 in F2 do točke X na elipsi (modri črti) sta njuni dolžini {\displaystyle r_{1}=a-ex} in {\displaystyle r_{2}=a+ex}, tako da velja {\displaystyle r_{1}+r_{2}=2a}

## Parametrizacija
Če koordinatni osi sovpadata z osema elipse, je kanonična oblika enačba elipse:
{\displaystyle {\frac {x^{2}}{a^{2}}}+{\frac {y^{2}}{b^{2}}}=1}
parametrična oblika enačbe elipse pa je
{\displaystyle x=a\,\cos t}
{\displaystyle y=b\,\sin t}
{\displaystyle 0\leq t<2\pi }

## Izsrednost (ekscentričnost)
{\displaystyle e={\frac {c}{a}}={\frac {\sqrt {a^{2}-b^{2}}}{a}}={\sqrt {1-{\frac {b^{2}}{a^{2}}}}}}

## Polarne koordinate
{\displaystyle r(1+e\cos \theta )=l\,},  kjer je {\displaystyle l={\frac {b^{2}}{a}}}.

## Ploščina
{\displaystyle S=\pi ab\,\!.}

## Obseg
{\displaystyle o=4aE(e)=2\pi a\left[1-\left({\frac {1}{2}}\right)^{2}e^{2}-\left({\frac {1\cdot 3}{2\cdot 4}}\right)^{2}{\frac {e^{4}}{3}}-\left({\frac {1\cdot 3\cdot 5}{2\cdot 4\cdot 6}}\right)^{2}{\frac {e^{6}}{5}}-\cdots \right]\,\!,}
kjer je E(e) popolni eliptični integral druge vrste.
Ramanudžanov približek iz leta 1914:
{\displaystyle o\approx \pi \left[3(a+b)-{\sqrt {(3a+b)(a+3b)}}\right]\,\!.}
Še en približek:
{\displaystyle o\approx \pi {\sqrt {2(a^{2}+b^{2})}}\,\!}

## Kvadratna forma
Če elipsa ni v središčni legi in je zavrtena, jo zapišemo s kvadratno formo:
{\displaystyle ax^{2}+2bxy+cy^{2}+dx+ey+f=0\,\!.}
Če forma nima člena z {\displaystyle xy}, torej {\displaystyle b=0}, elipsa ni zavrtena:
{\displaystyle ax^{2}+cy^{2}+dx+ey+f=0\,\!.}
Če forma nima člena z {\displaystyle x}, torej {\displaystyle d=0}, elipsa ni premaknjena v smeri osi x:
{\displaystyle ax^{2}+cy^{2}+ey+f=0\,\!.}
Če forma nima člena z {\displaystyle y}, torej {\displaystyle e=0}, elipsa ni premaknjena v smeri osi y:
{\displaystyle ax^{2}+cy^{2}+f=0\,\!.}
Iz te forme se izpelje zgornja kanonična oblika.

### Identifikacija
Če določena kvadratna forma predstavlja elipso, preverimo tako, da koeficiente forme vstavimo v matriki:
{\displaystyle A={\begin{bmatrix}a&b&d\\b&c&e\\d&e&f\end{bmatrix}}}
in
{\displaystyle B={\begin{bmatrix}a&b\\b&c\end{bmatrix}}}
Forma predstavlja elipso natanko takrat, ko velja: {\displaystyle |A|\neq 0,\quad |B|>0,\quad {\frac {|A|}{a+c}}<0}
pri čemer je {\displaystyle |A|=acf+2bde-fb^{2}-cd^{2}-ae^{2}} in {\displaystyle |B|=ac-b^{2}}

### Središče elipse
Središče elipse je rešitev sistema enačb:
{\displaystyle 2ax+2by+d=0\,\!,}
{\displaystyle 2bx+2cy+e=0\,\!,}
z rešitvijo
{\displaystyle x={\frac {-dc}{2b^{2}+2ac-be}}\,\!}
{\displaystyle y=-{\frac {e+2bx}{2c}}\,\!.}

### Kot vrtenja
Kot, za katerega je elipsa s poljubnim središčem zavrtena, je
{\displaystyle \varphi ={\frac {1}{2}}\mathrm {ctg} ^{-1}\left({\frac {c-a}{2b}}\right)}. Če je {\displaystyle b=0} je {\displaystyle \varphi =0^{\circ }}